# Zbigniew Długosz (geograf)
Zbigniew Maciej Długosz (ur. 24 lutego 1948 w Krakowie) – polski geograf, profesor nauk o Ziemi, profesor zwyczajny Uniwersytetu Pedagogicznego im. Komisji Edukacji Narodowej w Krakowie, dziekan Wydziału Geograficzno-Biologicznego tej uczelni (2008–2016).

## Życiorys
W 1973 ukończył studia na Uniwersytecie Jagiellońskim. Doktoryzował się w 1981 na UJ. Stopień naukowy doktora habilitowanego uzyskał w 1993 na UJ w oparciu o pracę pt. Typologia miast Polski w świetle wybranych parametrów migracji ludności. Tytuł naukowy profesora nauk o Ziemi otrzymał 18 lutego 2002.
Zawodowo związany z Wyższą Szkołą Pedagogiczną w Krakowie, przekształcaną kolejno w Akademię Pedagogiczną i Uniwersytet Pedagogiczny. W 2004 na uczelni tej objął stanowisko profesora zwyczajnego. W latach 1996–2002 i 2005–2008 pełnił funkcję prodziekana Wydziału Geograficzno-Biologicznego, zaś w kadencjach 2008–2012 i 2012–2016 był dziekanem tego wydziału. W 2008 został kierownikiem Zakładu Geografii Społeczno-Ekonomicznej w Instytucie Geografii UP.
Specjalizuje się w geografii ekonomicznej i geografii ludności. Opublikował ponad 200 prac, był promotorem w czterech przewodach doktorskich. Został członkiem Polskiego Towarzystwa Geograficznego, w latach 2002–2003 był przewodniczącym oddziału krakowskiego, a w latach 2006–2009 wiceprzewodniczącym PTG. Został także członkiem Komitetu Nauk Geograficznych PAN i Komisji Geograficznej PAU.
Był solistą Chóru Uniwersytetu Jagiellońskiego i przez 10 lat prezesem Akademickiego Chóru Organum.

## Odznaczenia
- Złoty Krzyż Zasługi
- Srebrny Krzyż Zasługi
- Medal Komisji Edukacji Narodowej
- Odznaka „Honoris Gratia”
- Odznaka „Zasłużony Działacz Kultury”[3]
- Srebrny Medal „Zasłużony dla Nauki Polskiej Sapientia et Veritas” (2023)[4]